# Cueillette
Pour les articles homonymes, voir Cueillette (Jersey).

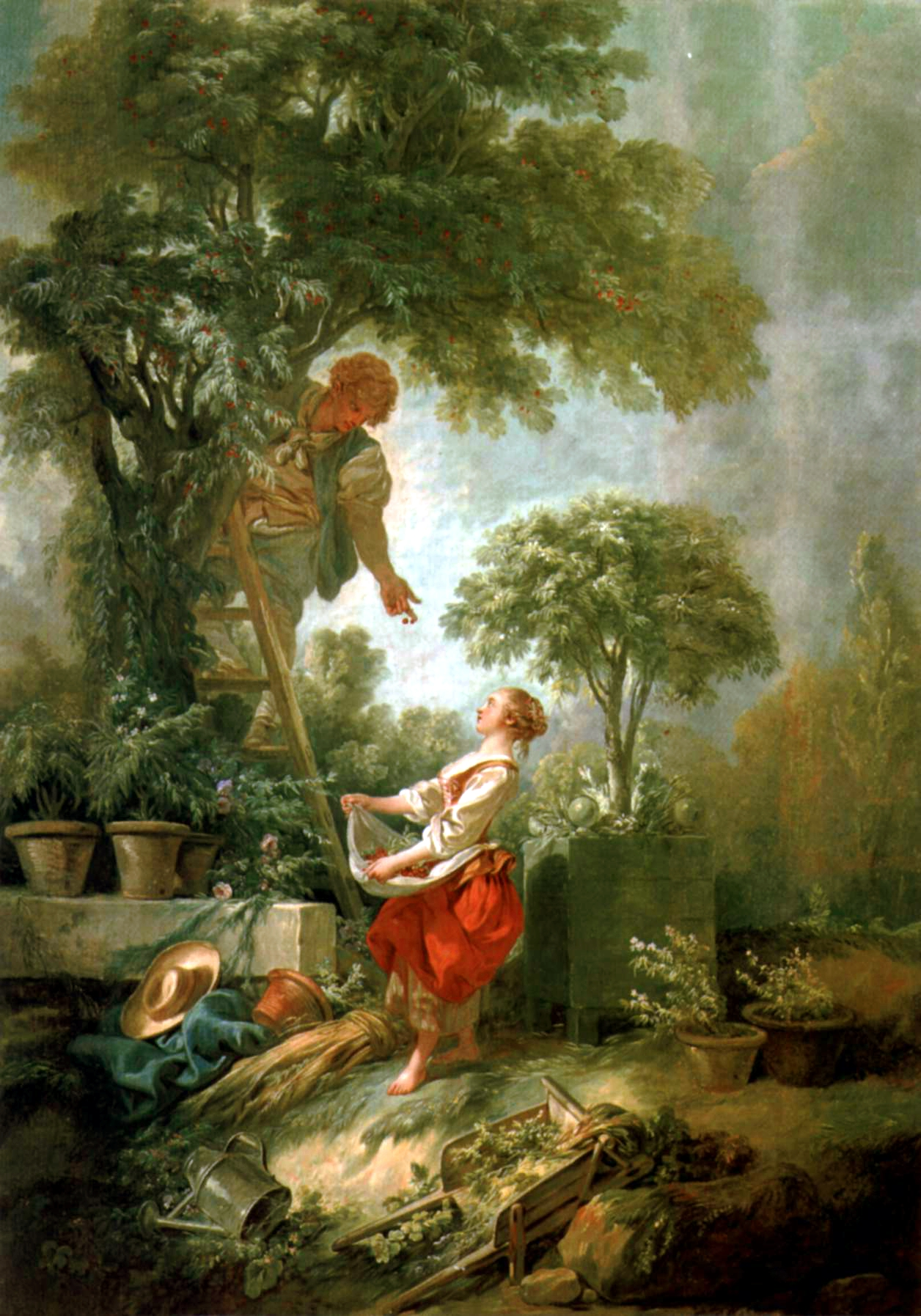
La Cueillette des fruits par François Boucher.

La cueillette est une activité humaine consistant à prélever sur certaines plantes ou certains champignons d'un écosystème en plein air, une ou quelques-unes de leurs parties utiles, en particulier des fruits ou des fleurs arrivés à maturité que l'on destine à la consommation alimentaire ou à la production de certaines matières premières naturelles. On parle aussi de cueillette pour le ramassage ou la récolte de petits animaux comestibles comme les escargots, les huîtres, les moules, les chenilles et certains Insectes.

## Différents types de cueillette

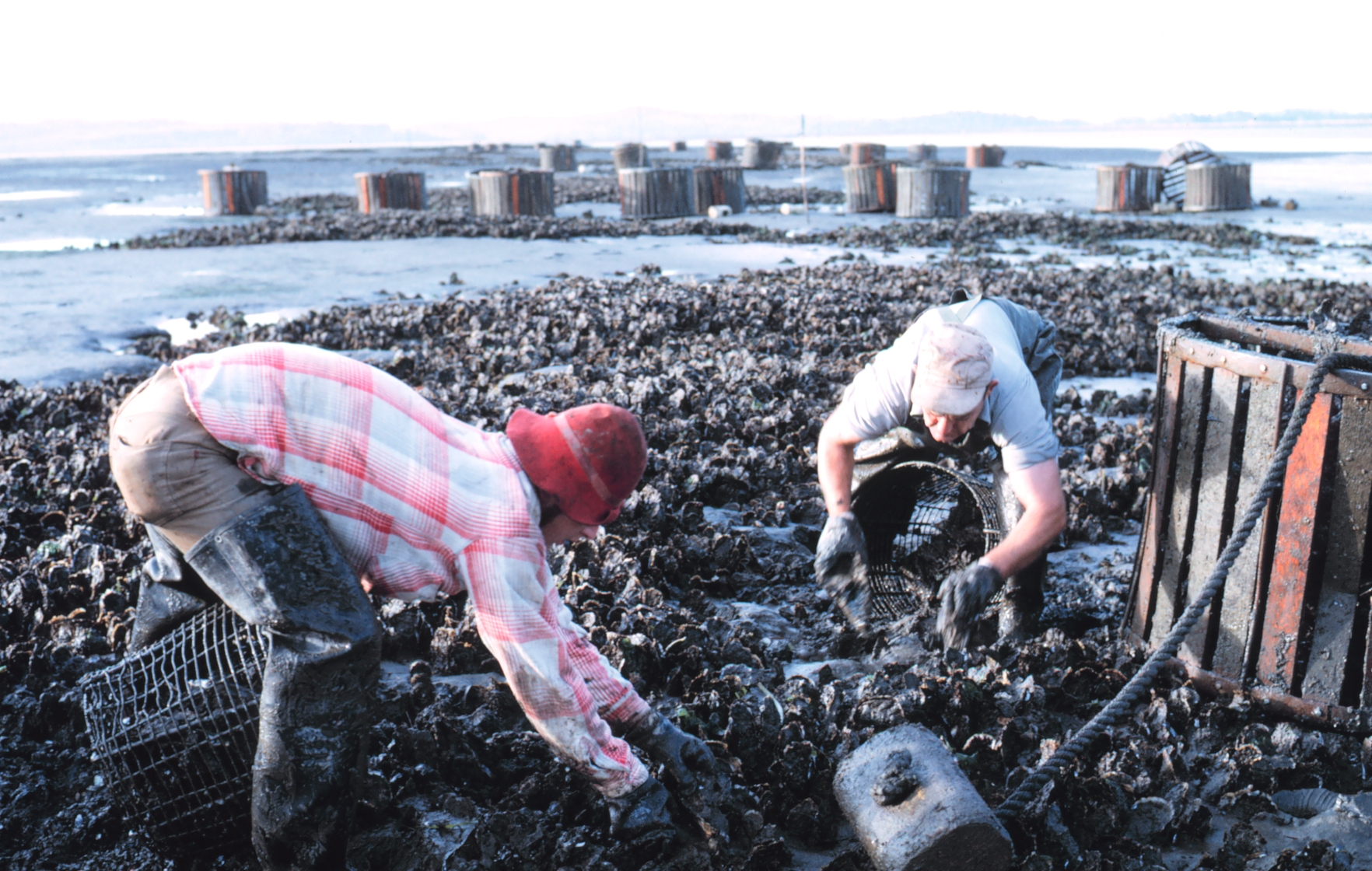
La cueillette des huîtres.

Lorsqu'elle est pratiquée dans les forêts ou les clairières au gré des richesses que produit la nature sauvage, elle s'apparente à la chasse. De fait, elle était autrefois essentielle au mode de subsistance des peuples primitifs nomades désignés comme ayant été des chasseurs-cueilleurs et est toujours aujourd'hui un loisir familial fournissant un bon prétexte aux randonnées.
En revanche, quand elle prend place au sein de champs cultivés, de parcs à huîtres ou d'élevages de moules, et donc d'exploitations agricoles ayant des contraintes et des objectifs économiques, elle se transforme en une activité de récolte et constitue donc finalement un travail potentiellement pénible que l'on réalise à la main avec l'aide de paniers ou d'une façon nettement plus mécanisée.

Le ramassage de produits abandonnés après la récolte dans les champs cultivés, appelé glane ou glanage, est généralement toléré, voir légalement autorisé.
La cueillette de plantes sauvages est aussi une activité professionnelle, destinée notamment à approvisionner les secteurs de la pharmacie, de l'alimentation ou de la parfumerie et cosmétique, en plantes aromatiques ou médicinales.
La façon de cueillir, par exemple lors de la cueillette du thé, dépend de la qualité de produit final recherchée.
Le terme « cueillette » est également utilisé pour désigner la période durant laquelle cette activité est pratiquée.

## Histoire

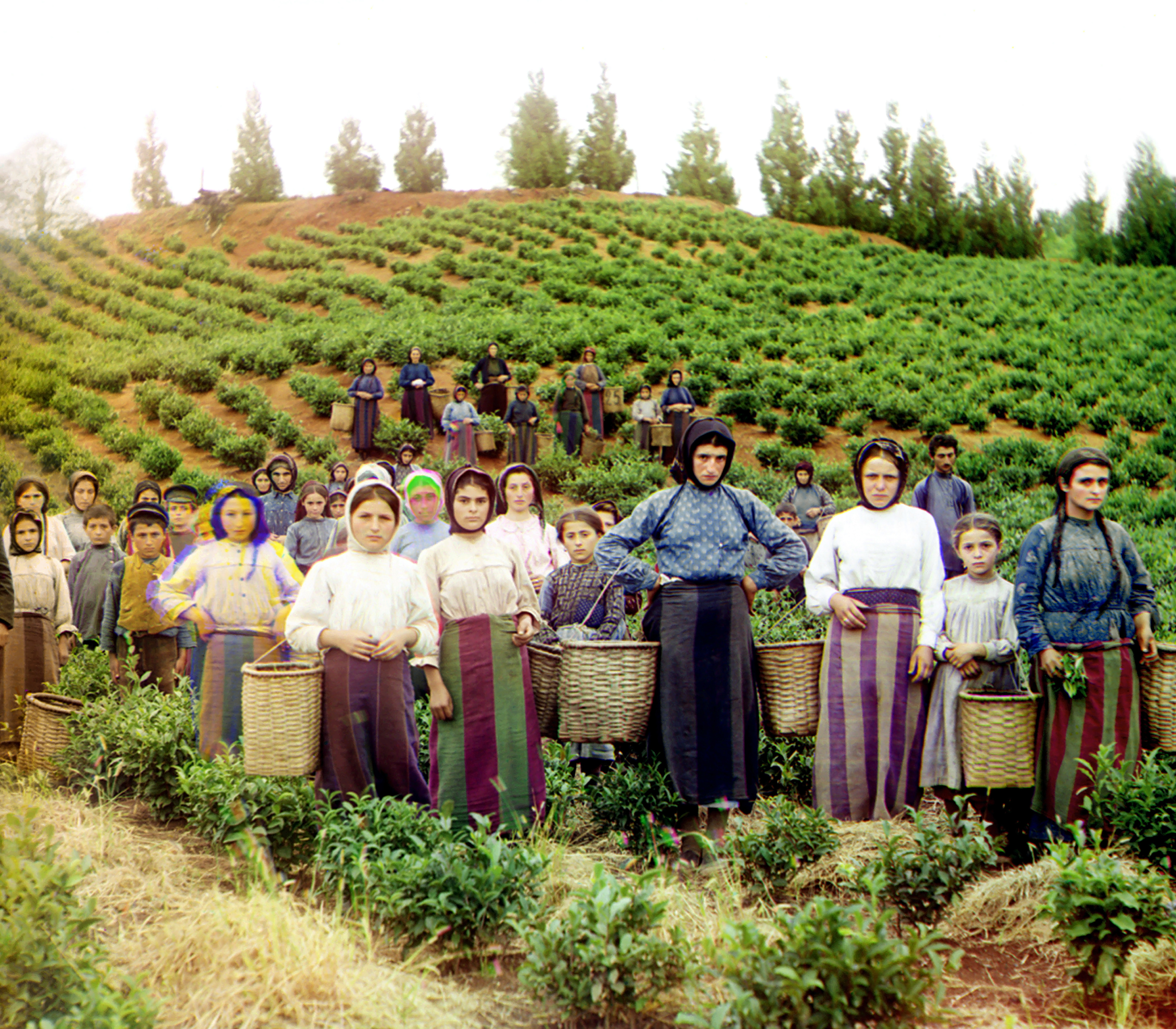
Femmes grecques rassemblées pour la cueillette du thé. Vers 1910.

La cueillette est l'une des activités humaines les plus anciennes. Elle remonte à la préhistoire. C'était avec la chasse une ressource alimentaire essentielle, depuis il y a trois millions d'années jusqu'au début de l'agriculture vers 4500 avant J.-C. Le recours aux plantes sauvages n'a que partiellement régressé et fluctué, au gré des aléas de la météo, des cultures, de l'économie ou au fil des saisons. Lieutaghi met en évidence l’ambiguïté de la relation entre l'homme moderne et les "mauvaises herbes" qui se muent en salades ou tisanes.
À la fin du XXe siècle les exploitations agricoles autorisant la « cueillette » des récoltes directement par les consommateurs privés, se sont multipliées autour des grandes villes. Une occasion de prendre l'air en famille, de faire des économies et de consommer des produits locaux frais et de saison.
Au XXIe siècle, comme au Moyen Âge, la guerre entraîne disettes et famines, contraignant les familles vivant dans les zones assiégées de se nourrir de soupes de feuilles et d'herbes.

## Précautions dans la nature

### Respects des us et coutumes
La cueillette de végétaux sauvages peut parfois être tolérée sur des terres privées sans en demander obligatoirement la permission à l'habitant quand elle respecte les us et coutumes du pays.[réf. nécessaire]

### Précautions légales
La cueillette, lorsqu'elle est pratiquée dans la nature, se doit de respecter certaines règles comme :
- respecter les propriétés privées et les zones protégées (en France, le cadastre permet de connaître les lieux privés et de demander une autorisation appropriée) ;
- se renseigner, selon les espèces et les régions, sur les périodes et conditions de ramassage autorisées ;
- ne pas dépasser les quotas autorisés ;
- etc.

En France, les arrêtés préfectoraux réglementant la cueillette sont disponibles dans chaque commune ou préfecture.
En Valais, Suisse, il est obligatoire de demander une autorisation communale pour les cueillettes de plantes aromatiques sauvages en quantité.

### Précautions sanitaires

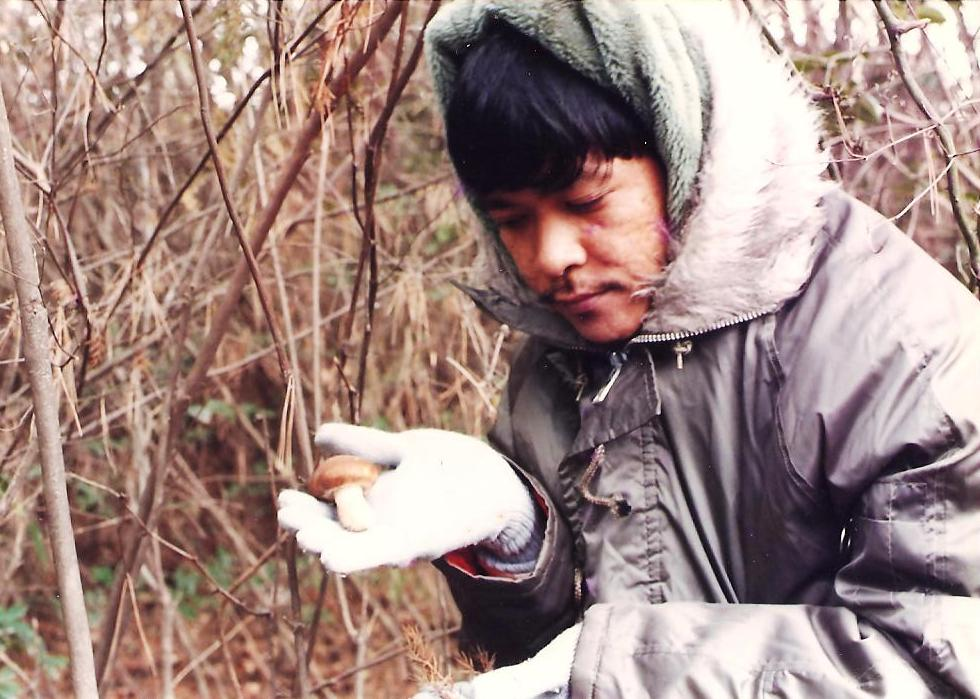
Il faut être prudent quand on pratique la cueillette dans la nature.

À moins de connaître parfaitement une région, sa flore et sa faune, le cueilleur n'est jamais à l'abri d'une intoxication alimentaire occasionnée soit par la souillure de la nourriture par des animaux ou leurs déjections, soit par l'ingestion d'espèces toxiques.
- Attention aux confusions avec des espèces similaires mais non comestibles, voire mortelles
- Éviter les aires polluées
- Se méfier des parasites et des maladies
- Cueillir en particulier les baies en hauteur pour éviter l'échinococcose, une grave maladie du foie transmise par les excréments des canidés.
- Éviter les individus malades ou abimés
- etc.

### Précautions écologiques
Une cueillette irresponsable peut perturber le biotope et compromettre les cueillettes ultérieures.
- Éviter de piétiner, retourner ou écraser l'entourage
- Respecter les populations et la biodiversité en ne prélevant qu'une partie, afin de ménager assez de racines et de semences
- Éviter de blesser ou d'endommager les plantes mères ou le mycélium des champignons
- Éviter de prélever de jeunes individus et des graines
- Respecter les espèces protégées
- etc.

## Cueillette dans l'art et la culture

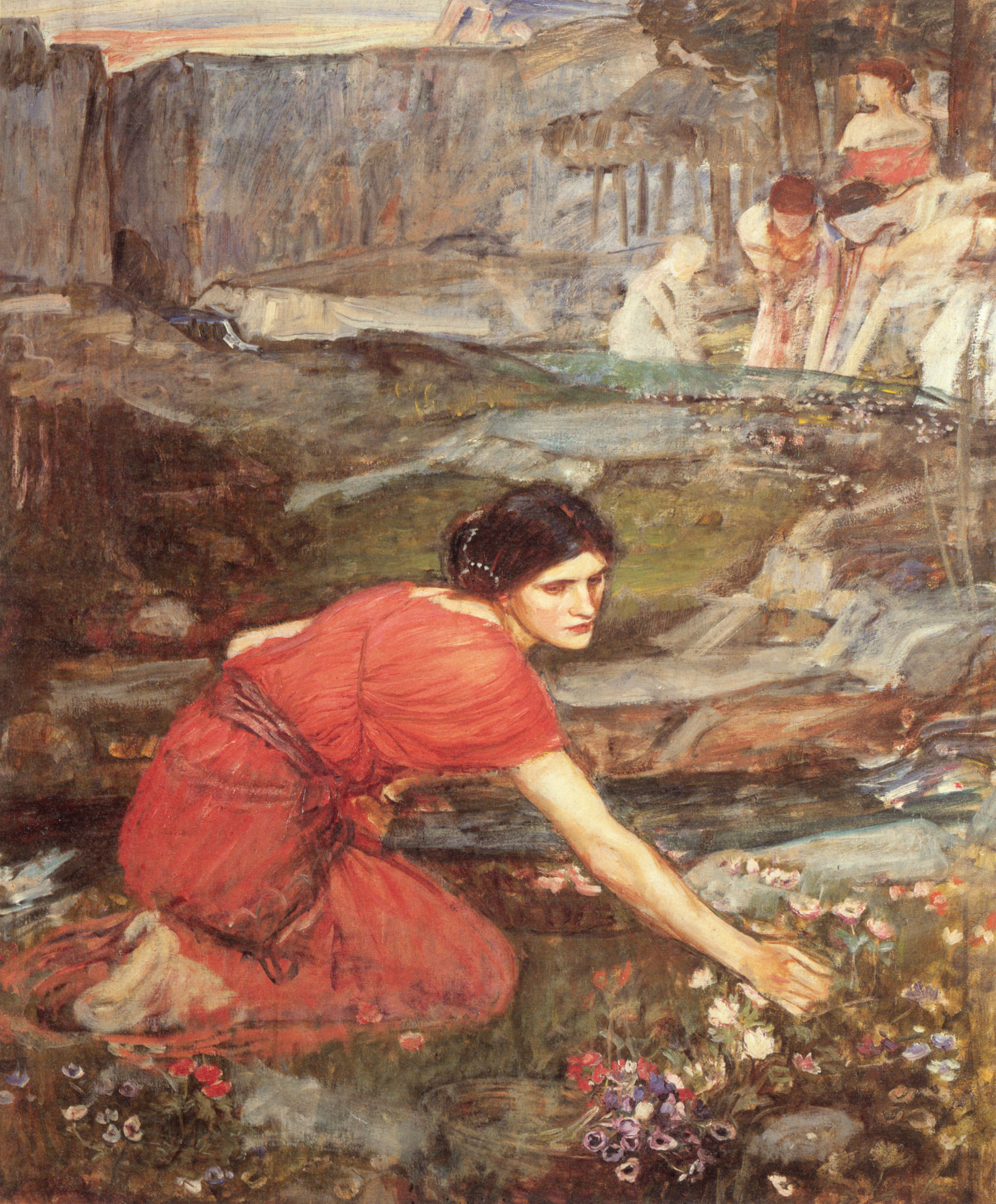
Jeune fille cueillant des fleurs le long d'un torrent (étude), par John William Waterhouse, vers 1911.
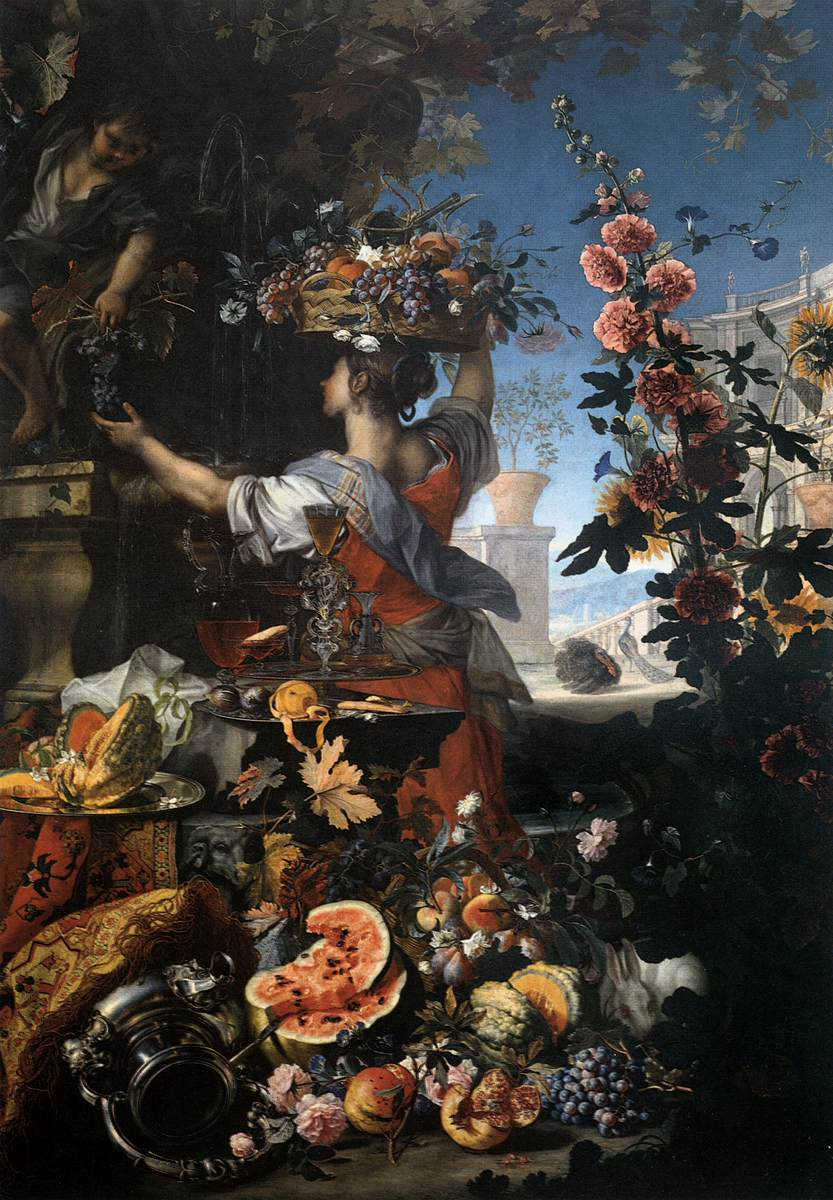
Fleurs, fruits et femme cueillant du raisin, par Christian Berentz, 1689.
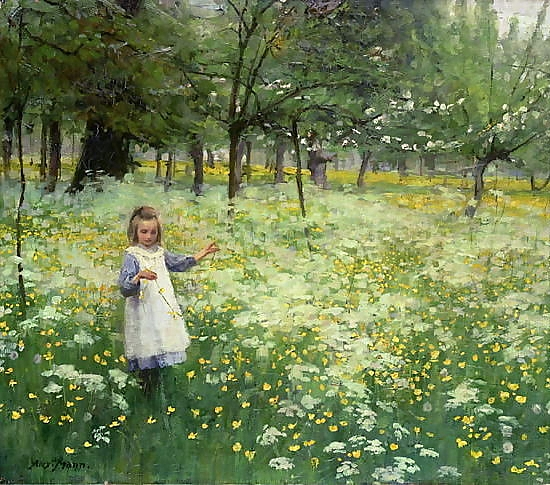
Cueillette de l'or et de l'argent, Alexander Mann, 1906.
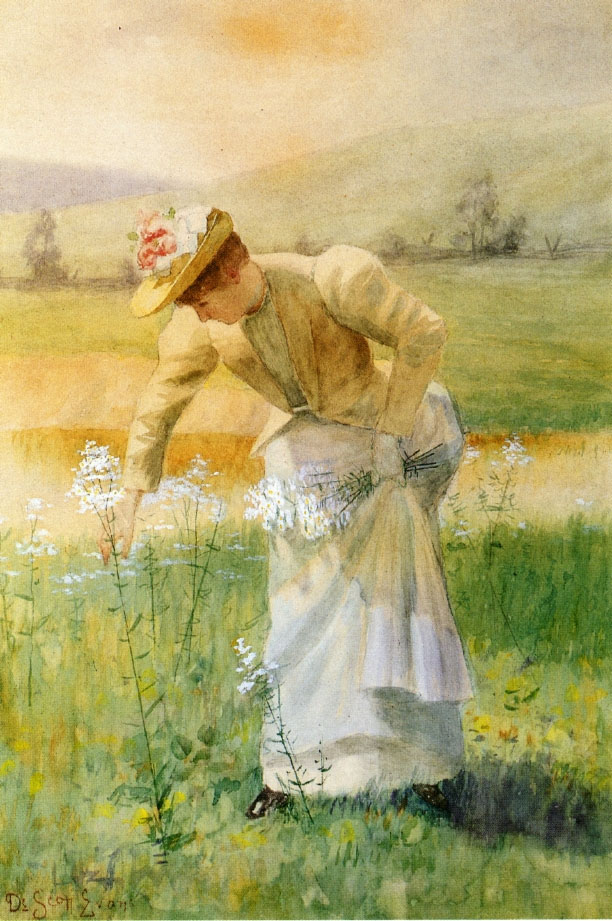
Femme cueillant des fleurs, De Scott Evans, 1887.

La « cueillette de l'Eau de Pâques » est, surtout au Québec, un rituel de la fête de Pâques.